# Institut für Phytopathologie Aschersleben
Die Geschichte des Instituts für Phytopathologie begann am 1. April 1920 mit der Errichtung einer Zweigstelle der Biologischen Reichsanstalt in Aschersleben. Daraus entwickelte sich eine bedeutende phytopathologische Forschungseinrichtung mit dem besonderen Schwerpunkt auf der pflanzlichen Virologie. Die Geschichte des IFP als eigenständiges Institut endete am 2. Januar 1992 mit der Umwandlung in einen Teil der Bundesanstalt für Züchtungsforschung, die ihrerseits am 1. Januar 2008 im Julius Kühn-Institut aufging.

## Die Zweigstelle der Biologischen Reichsanstalt
Am 1. April 1920 wurde in Aschersleben eine Zweigstelle der Biologischen Reichsanstalt (BRA) gegründet. Für die Etablierung der Zweigstelle in Aschersleben gab es mehrere Gründe. So zeichnet sich das Gebiet am nordöstlichen Harzrand durch tiefgründige und landwirtschaftlich sehr produktive Böden aus. Durch die geringen Niederschlagswerte im Regenschatten des Harzes hatte sich die Region mit den Städten Quedlinburg, Aschersleben und Bernburg zu einem Zentrum der Saatgutvermehrung und Pflanzenzüchtung in Mitteldeutschland entwickelt. Die Anbauer und Züchter erkannten, dass sich Ernteverluste durch Krankheiten und Schädlinge einschränken ließen, wenn ihre Ursache erforscht, geeignete Maßnahmen dagegen entwickelt und diese rechtzeitig eingesetzt werden. Auch wenn anfangs das Interesse der Stadt Aschersleben für finanzielle Verpflichtungen zur Einrichtung einer Zweigstelle vor Ort sehr begrenzt war, stellte sie vier Räume im ehemaligen Städtischen Schlachthof in der Hecklinger Straße zur Verfügung. Hier wurde auch eine Dienstwohnung für den Zweigstellenleiter eingerichtet.
Anfangs arbeiteten in der Zweigstelle lediglich ein Botaniker und ein Entomologe, unterstützt durch fünf technische Mitarbeiter. Erster Leiter der Zweigstelle war der Botaniker P. Rabbas. Ihm stand anfangs W. Ext zur Seite, später kam der Entomologe J. Wille hinzu. Das Konzept der Zweigstelle sah vor allem die Erforschung von Krankheiten und Schädlingen im Gemüseanbau vor.
Die anfänglichen Arbeitsbedingungen waren recht provisorisch, es gab kein Gewächshaus und die Versuchsfelder befanden sich teilweise am anderen Ende der Stadt. Daher wurde eine Verlegung nach Quedlinburg in Betracht gezogen, letztendlich stimmte jedoch der Ascherslebener Stadtrat für einen Erhalt der Zweigstelle und stellte Mittel für den Erwerb und Ausbau des als „Westfahlsche Villa“ bezeichneten Gebäudes sowie eines Gewächshauses zur Verfügung. Entscheidend für diese Verbesserungen waren auch die Bemühungen von Regierungsrat L. Peters, dem Nachfolger von Rabbas. Unter der Leitung von H. Bremer als Nachfolger für Peters fand ab 1929 die wissenschaftliche Tätigkeit in dem neuen Gebäude einen raschen Aufschwung, dokumentiert durch zahlreiche Veröffentlichungen. Besonders erwähnenswert sind Untersuchungen zur Biologie und Bekämpfung von Kohl- und Zwiebelfliege, die Bekämpfung samenübertragbarer Krankheitserreger durch Saatgutbeizung, die Bekämpfung des Zwiebelbrandes durch Inkrustierung sowie die Vermutung, dass die Gelbstreifigkeit von Zwiebelsamenträgern durch ein Virus verursacht wird. Ende 1935 musste Bremer auf Grund der Rassengesetzgebung aus dem Staatsdienst ausscheiden. Er verließ Deutschland und arbeitete dann als Entomologe in der Türkei. Nach dem Krieg übernahm er ein Institut der Biologischen Bundesanstalt (BBA) in Neuss.
Ab 1937 leitete der bereits seit 1929 in Aschersleben arbeitende Entomologe Langenbruch die Zweigstelle. Mit Beginn des Zweiten Weltkrieges verringerte sich durch Einberufung die Zahl der Mitarbeiter, so dass nur der Leiter als Wissenschaftler verblieb.
Kurz vor Kriegsende traf K. 0. Müller in der Zweigstelle ein, der bisher in Berlin-Dahlem die Dienststelle für Vererbungslehre und Angewandte Züchtungsforschung geleitet hatte und hier nach Kriegsende bis zu seiner Versetzung nach Halle Ende 1945 die Leitung übernahm.
Neuer Leiter der Zweigstelle wurde der aus dem Krieg zurück gekehrte Maximilian Klinkowski. Er führte die Zweigstelle über die Nachkriegszeit und baute sie in den folgenden Jahren zu einem wissenschaftlich bedeutenden Institut für Phytopathologie auf.

## Die Entwicklung des Instituts für Phytopathologie (IfP)
Am 1. Juli 1952 wurden die in den Ländern Brandenburg und Sachsen-Anhalt gelegenen Zweigstellen der BZA in die neu gegründete Deutsche Akademie der Landwirtschaftswissenschaften (DAL) übernommen und die Zweigstelle Aschersleben bekam als „Institut für Phytopathologie Aschersleben“ (IfP) den Rang eines selbständigen Instituts mit M. Klinkowski als Direktor. Schwerpunkt des Institutes waren grundlagenorientierten Untersuchungen zur Diagnose, Entstehung und Übertragung von Pflanzenkrankheiten und zum Schädlingsbefall an Kulturpflanzen.
Unter Leitung von KlinKowski erfolgte kontinuierlich die Erweiterung des Aufgabengebietes und der Forschungskapazität zu einem Schwerpunkt phytopathologischer Forschung in der DDR. Wesentlich war hierbei auch die enge Nachbarschaft zum Institut für Genetik und Kulturpflanzenforschung, dem heutigen Leibniz-Institut für Pflanzengenetik und Kulturpflanzenforschung (IPK) mit seiner Genbank in Gatersleben, dessen Direktor H. Stubbe gleichzeitig als Präsident der DAL fungierte.
Während bis dahin vornehmlich Krankheiten und Schädlinge an Gemüsekulturen bearbeitet wurden, erweiterte sich nach und nach die Forschung auf weitere Kulturpflanzen wie Getreide, Zuckerrüben, Kartoffeln, bestimmte Obstarten und andere Kulturen. Besonders die pflanzliche Virologie wurde immer mehr zu einem Forschungsschwerpunkt entwickelt. Dies war verbunden mit einer Erweiterung des personellen Bestandes sowie dem Neubau von Labor- und Wirtschaftsgebäuden sowie Gewächshäusern. So wurden in den Jahren 1954 und 1957 zwei neue Laborgebäude errichtet. Die „Westphalsche Villa“ diente weiterhin lediglich als Verwaltungsgebäude.
Bis zu diesem Zeitpunkt konnten die wissenschaftlichen Kontakte zu Kollegen in der Bundesrepublik und in westlichen Ländern gepflegt werden und wechselseitige Instituts- und Tagungsbesuche waren möglich. In den folgenden Jahren bedingte die rigorose Abgrenzungspolitik der DDR einen Abbruch der bis dahin bestehenden Kontakte. Lediglich einzelnen Wissenschaftlern wurde ein Besuch internationaler Tagungen ermöglicht.
Ausgebaut wurden die Beziehungen zu den sozialistischen Ländern und den dortigen Kollegen und in Form von Tagungsbesuchen, Konsultationen, Studienaufenthalten u. ä. gepflegt. Diese umfangreichen Kontakte konnten jedoch nicht den notwendigen Erfahrungsaustausch mit den Kollegen aus den westlichen Länder ersetzen.
Mit dem Ausbau des Standortes und der Erweiterung des Personals wurde die wissenschaftliche Struktur des IfP auf mehrere Abteilungen ausgeweitet. Ein wesentlicher Arbeitsschwerpunkt in den meisten dieser Abteilungen war die pflanzliche Virologie.
In der Virosenforschung sind besonders die Ergebnisse von Klinkowski und dessen Mitarbeitern zum Auftreten und der Bekämpfung von Viren verschiedener landwirtschaftlicher und gartenbaulicher Kulturen, einschließlich des Obstes, zu nennen. Der Ausbau der Elektronenmikroskopie und der Ultrazentrifugation ermöglichte die Isolierung und Aufreinigung der Viren zur Erzeugung spezifischer Antiseren für die serologischer Diagnose. In der Entomologie verlagerten sich die Untersuchungen, die anfangs die Überwachung und Bekämpfung von tierischen Schädlingen, insbesondere im Raps und das Auftreten von Spinnmilben in verschiedenen Kulturen betrafen, zunehmend auf die Bearbeitung der tierischen Überträger pflanzlicher Viren.
Im Jahr 1970 trat M. Klinkowski in den Ruhestand. Unter seinen Nachfolgern Dieter Spaar (1970–1972), H. J. Müller (1972–1976) und H. Kleinhempel (1976–1990) wurde der Forschungsstandort kontinuierlich weiter ausgebaut, zwei weitere neue Laborgebäude, ein Bibliotheksanbau sowie ein kombiniertes Klima- und Gewächshaus errichtet. Die Mitarbeiterzahl stieg bis auf nahezu 300. Gleichzeitig wuchsen aber auch die Schwierigkeiten, unter denen die Forschungsleistungen erbracht wurden, vor allem die Unterbindung wissenschaftlicher Kontakte zu Kollegen und Instituten im westlichen Ausland, das übertriebene Sicherheitsdenken als Folge des Kalten Krieges und die politische Indoktrinierung. Probleme ergaben sich auch durch die wachsenden Schwierigkeiten bei einer kurzfristigen Beschaffung moderner Forschungsmittel (Geräte, Chemikalien), um schnell auf neue Forschungsrichtungen reagieren zu können. Eingeschränkt wurde die Entwicklung weiterhin, dass durch AdL staatliche Prioritäten in den Forschungsaufgaben vorgegeben wurden, die vornehmlich praktische Aspekte hatten.
Dennoch wurden international beachtete wissenschaftliche Leistungen erbracht und neue Forschungsrichtungen (Molekularbiologie, Nutzung monoklonaler Antikörper zur Diagnose, Einsatz insektenspezifischer Viren zur biologischen Schaderregerbekämpfung u. a.) aufgebaut.
Zu den Pflanzenviren wurde hauptsächlich in der Virosenforschung gearbeitet. Bis zum Institutsende 1991 wurde diese Abteilung durch Hartmut Kegler geleitet. Wesentliche Arbeiten ab dieser Zeit auf dem Gebiet der Pflanzenvirologie betrafen die Fragen der Virusresistenz von Kulturpflanzen wie Leguminosen und Gemüse, Baum- und Beerenobst und dem Getreide. Durch den engen Kontakt mit dem Institut in Gatersleben und seiner Genbank konnten effektive Systeme für eine intensive Evaluierung der Getreidesortimente auf Virus-, aber auch Pilzresistenz aufgebaut werden. Mitte der 1980er Jahre entwickelten sich die Untersuchungen zu der virösen Rübenvergilbung und die Bekämpfung ihrer Blattlausvektoren an Zuckerrübe zu einem Schwerpunkt. Durch den Ausbau der modernen Elektronenmikroskopie und der Ultrazentrifugation konnten Viren eingehend untersucht und beschrieben sowie für physikochemische und immunologische Untersuchungen isoliert werden.
Parallel mit der Errichtung eines Tierstalls erweiterten sich die Möglichkeiten der serologischen Diagnostik und die Entwicklung von Testkits für den ELISA (Enzyme-Linked-Immuno-Sorbent Assay). In die 1980er Jahre fällt auch die Einführung der Hybridomtechnik zur Erzeugung monoklonaler Antikörper.
Mit der Fertigstellung eines neuen Laborgebäudes begannen in dieser Zeit die molekularbiologischen Arbeiten, vor allem zur Klonierung und Sequenzanalyse der DNS und RNS verschiedener Pflanzenviren.
Die Arbeiten In der Mikrobiologie konzentrierten sich Ende der 1970er Jahre auf bakterielle Erreger wie z. B. die bakterielle Kartoffelnassfäule sowie bakterielle Obstkrankheiten, besonders das Auftreten und die Bekämpfung des Feuerbrandes an Kernobst. Einen wesentlichen Anteil an der wissenschaftliche Arbeit der Abteilung Mikrobiologie hatte Klaus Naumann, der diese von 1967 bis 1968 leitete. Die Abteilung wurde später in Abteilung für Bakteriologie überführt und K. Naumann 1984 als wissenschaftlicher Abteilungsleiter ernannt. In Zusammenarbeit mit der Obstforschung in Dresden begannen Untersuchungen zur Resistenz von Obstsorten gegenüber Feuerbrand. Die Analyse parasitärer Rindenkrankheiten in den Obstanlagen bildete zeitweise einen weiteren Schwerpunkt der mikrobiologischen Forschung. Erfolgreich wurde die Basis für eine Züchtung auf Resistenz gegen die bakterielle Tomatenwelke erarbeitet, was zur Züchtung resistenter Sorten in der Zuchtstation in Eisleben führte.
Die durch M. Schmiedeknecht begonnenen Forschungsarbeiten in der Mykologie wandten sich ab 1981 verstärkt auf Pilzkrankheiten des Getreides, insbesondere auf die Resistenz gegen Gelb- und Zwergrost.
Die Arbeiten in der nun in Vektorenforschung umbenannten Entomologie konzentrierten sich immer stärker auf die Rolle der Virusvektoren. Untersucht wurde die Übertragung durch Nematoden (R. Fritzsche), Aphiden (E. Karl), Zikaden (W. Lehmann) und Gallmilben (G. Proeseler). In den 1980er Jahren begannen systematische Erhebungen über das Blattlausauftreten und die Virusbelastung natürlicher Blattlauspopulationen hinsichtlich der Rübenvergilbung. In diesem Rahmen wurde auch die Etablierung eine Saugfalle entsprechend dem Rothamsted-System durch E. Karl initiiert. Stärkere Beachtung fand auch die Resistenz der Kulturpflanzen gegen tierische Schaderreger, u. a. der Möhre gegen die Möhrenfliege, der Zwiebel gegen Nematoden und der Rübe gegen Blattläuse.
Mitte der 1980er Jahre erweiterten sich die entomologischen Arbeiten auf die Entwicklung biologischer Verfahren zur Bekämpfung von Schadinsekten mittels insektenpathogener Baculoviren (Kernpolyeder- und Granuloseviren). Auf der Basis von Larvenzuchten wurden experimentelleViruspräparate zur Bekämpfung der Kohleule und des Apfelwicklers erprobt. Begonnen wurde auch, Insektenzellkulturen für eine in-vitro-Vermehrung der Viren zu etablieren (W. Lehmann).

## Die Überführung in die Bundesanstalt für Züchtungsforschung
Mit der politischen Wende in der DDR kam es auch am IfP zu großen Veränderungen. Im April 1990 wurde in einer Wissenschaftlervollversammlung G. Proeseler die Institutsleitung übertragen. Das IfP schloss sich wieder mit dem Institut für Pflanzenschutzforschung in Kleinmachnow zur „Biologischen Zentralanstalt“ zusammen.
Nach einer Evaluierung durch den Wissenschaftsrat wurden ab 1. Januar 1992 in Aschersleben anstelle des bisherigen Instituts für Phytopathologie drei Institute der neu gegründeten Bundesanstalt für Züchtungsforschung an Kulturpflanzen (BAZ) mit etwa 70 festen Mitarbeiterstellen eingerichtet. Mit Fertigstellung eines Neubaus, dem heutigen Julius-Kühn Instituts in Quedlinburg, wurden Ende 2006 die verbliebenen zwei Institute der BAZ nach Quedlinburg verlagert. Damit endete die phytopathologische Forschung in Aschersleben.